# Contatologia
Contatologia (português brasileiro) ou contactologia (português europeu) é uma especialidade da optometria que cuida da adaptação das lentes de contato ao olho.

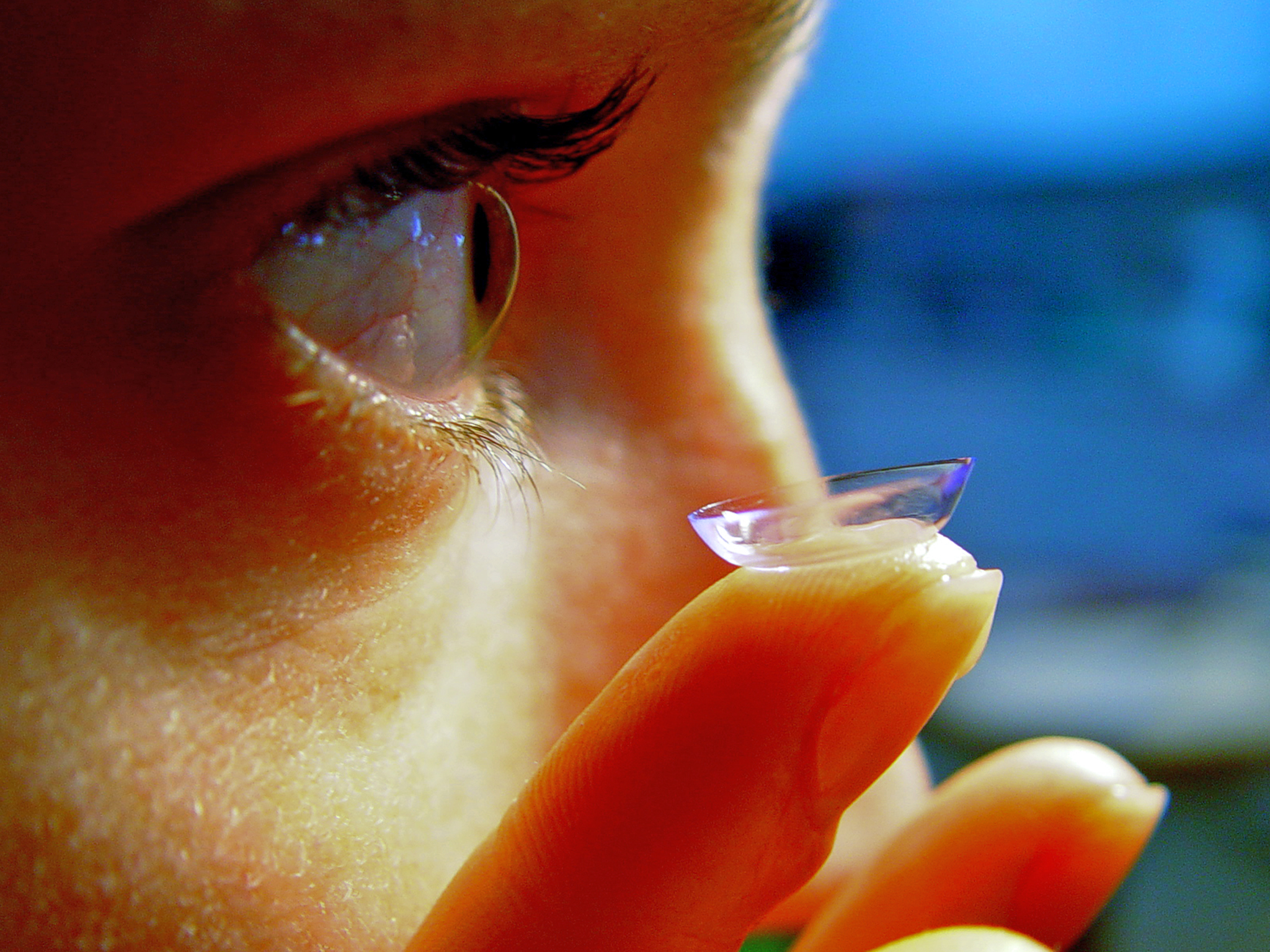
Inserting a contact lens

A optometria é a única graduação da saúde com conhecimento científico para o estudo da refração (grau das lentes oftalmicas ou de contato), sendo que o optometrista pode especializar-se em contatologia.
É uma função reconhecida pela Organização Mundial de Saúde, pela Organização das Nações Unidas, pelo Ministério do Trabalho e Emprego, pelo Ministério da Saúde e, na Classificação Brasileira de Ocupações, pelo Conselho Brasileiro de Óptica e Optometria e Sindicato Nacional dos Optometristas de formação superior.